# Shihab al-Din Sohrawardi
Ne doit pas être confondu avec Omar Sohrawardi ou Najib Sohrawardi.
 (mars 2015).
Si vous disposez d'ouvrages ou d'articles de référence ou si vous connaissez des sites web de qualité traitant du thème abordé ici, merci de compléter l'article en donnant les références utiles à sa vérifiabilité et en les liant à la section « Notes et références ».
Shihab od-Din Yahya Sohrawardi (prononcer « Sohravardi » ; en persan : شهاب الدين يحيى سهروردى) est un philosophe et mystique persan, fondateur de la philosophie « illuminative », né en 1155 à Sohrevard (en) en Iran, et mort le 29 juillet 1191 à Alep en Syrie. Son nom signifie « habitant de Sohrevard » ou « celui qui est de Sohrevard ». Son nom complet est Shihab od-Dîn Yahyâ ibn Habbash ibn Amîrak abû-l Futuh. On le surnomme aussi Cheikh al-Ishrâq (« Maître de l'illumination »).

## Biographie
Il est né en 549 de l’hégire (1155 de l’ère chrétienne), dans une petite ville de Médie, Sohravard, au nord-ouest de la Perse. Très jeune, il part étudier à Maragha auprès du cheikh Madj al-Dîn Djilî qui eut aussi pour élève le philosophe Al-Razi. Vers sa vingtième année, Sohrawardî se rend à Ispahan, où il étudie auprès de 'Umar ibn Shalan al-Sawâdj, dans un cercle de philosophes "hellénisants" proches de la pensée d'Avicenne. Après une crise religieuse provoquée par une vision d'extase où Aristote lui apparaît, il se rapproche des soufis en cherchant à pratiquer autant l'expérience mystique (tâ'âlloh) que la connaissance philosophique (bath). Il adopte alors un mode de vie itinérant, fréquente les khanqas (« couvents » soufis), assiste fréquemment aux séances de danse et de musique (sama'i) de ces mêmes soufis, séances qu'il apprécie lui-même et recommande pour parvenir à l'extase.
Son biographe Shahrazurî mentionne qu'à la fin de sa vie, il ne rompait plus le jeûne qu'une fois par semaine. Sharahzurî insiste aussi sur son indifférence aux vêtements, aux honneurs, aux apparences, ce qui peut-être le rapproche de certains courants malamati.
Sohrahwardi semble avoir affectionné particulièrement le pays du Diyar Bakr, en Haute Mésopotamie où il séjourna longtemps. Il était aussi apprécié des princes turkmènes artoukides, surtout 'Imad ad-Dîn Qara Arslan, souverain de Kharpout, à qui il dédia son Livre des Tablettes. Son influence politique auprès de plusieurs princes seldjoukides et du fils de Salâh al-Dîn, Al-Malik az-Zahîr Ghazî, prince d'Alep, fut certainement pour beaucoup dans sa condamnation par les milieux alépins et la décision de son exécution par Saladin.

## Œuvre
L'originalité de la sagesse de l'Ishrâq (illumination) fondée par Sohrawardi est d'unifier et de synthétiser l'héritage zoroastrien, la philosophie néoplatonicienne et la révélation islamique (cette dernière incluant la révélation juive et chrétienne). L'"Orient" défini par sa "Sagesse orientale" est en fait un orient "intérieur", le symbole de la Lumière qui est aussi Connaissance, opposé à "l'exil occidental" qui est éloignement et oubli de cette connaissance dans les ténèbres de la matière.
Bien qu'incluant la philosophie péripatéticienne, et les développements inspirés par Avicenne, la « philosophie illuminative » de Sohrawardi critique plusieurs des positions prises par Avicenne, et se sépare radicalement de lui en usant d'un langage symbolique principalement issu de l'ancienne sagesse perse dont les éléments sont communs et partagés par l'ensemble des cultures du proche et Moyen-Orient, avec lequel il développe sa sagesse illuminative (hikmat al ishraq). Cette traduction est inexacte, car "Ishraq" signifie "lever du soleil ou aube", donc cette sagesse que Sohrawardi est loin de prétendre inventer mais seulement rappeler et restaurer est une sagesse qui fait se lever le soleil intellectuel à l'intérieur de soi et qui nous éclaire intellectuellement et spirituellement en nous faisant goûter à la Vérité.
Comme chez d'autres philosophes influencés par le néoplatonisme, comme Robert Grossetête, l'élément fondamental de la philosophie de Sohrawardî est la lumière. Il la considère pure et immatérielle, au-dessus de toute autre manifestation, dévoilée par illuminations, de lumières en lumières graduellement déclinantes dans leur intensité ; par une interaction complexe, ces lumières provoquent à leur tour des rayons lumineux horizontaux[Quoi ?], semblables dans leur concept aux Formes platoniciennes qui régissent les espèces du monde terrestre.
Selon la cosmologie sohrawardienne, toute créature provient d'émanations de lumières successives et graduées, toutes issues de la Lumière originelle et suprême, la Lumière des lumières (Nûr al-Anwar), idée aux origines néoplatoniciennes.
Sohrawardi a aussi défendu la théorie d'un monde intermédiaire et indépendant, ou monde imaginal (alam-e-mithal) qui n'est pas sans rappeler le monde de Yetsira (le monde imaginal) dans la kabbale, ou le Barzakh (littéralement "l'intermédiaire") de la métaphysique d'Ibn Arabi). Ses idées ont exercé une grande influence, notamment sur Molla Sadra Shirazi qui reprit sa conception de l'intensité et de la gradation de l'Être, avec laquelle il combina les vues péripatéticiennes et illuminatives de l'existence.
Son enseignement a exercé une très forte influence sur la pensée iranienne, et l'on dit parfois que sa Sagesse orientale est à la philosophie ce que le soufisme est à la théologie scolastique et canonique.[réf. nécessaire]
La majorité des logiciens et philosophes musulmans considèrent que l'idée de la "nécessité décisive" est l'une des innovations les plus importantes de Sohrawardi dans l'histoire de la spéculation.[réf. nécessaire]
En plus de la mystique et de la philosophie, Sohrawardi a écrit sur la logique, la physique, l'épistémologie. C'était aussi un excellent mathématicien et selon Shahrazurî, « il connaissait des problèmes d'algèbre que personne ne savait résoudre. »[réf. nécessaire] À la fois savant, philosophe et mystique, Sohrawardi voulait unifier la connaissance "intuitive" ou kashf avec la connaissance "déductive" ou bahthiyya. Il critiquait aussi la méthodologie scientifique d'Aristote, qui posait les lois scientifiques comme nécessaires et universelles.
Sohrawardi est l’auteur de plus de cinquante ouvrages, dont beaucoup restent inédits, surtout les  textes traitant de logique et de physique. Ils sont répartis en trois Sommes:
- Le Livre des élucidations inspirées de la table et du trône,
- Le Livre des carrefours et entretiens,
- Le Livre des résistances :
  - L'histoire en retiendra quelques parties plus remarquables : Le Vade-Mecum des fidèles d’amour, Le Récit de l’Archange empourpré, Le Récit de l’exil occidental, Le Livre de la sagesse orientale. Dans ce dernier, certainement son chef-d’œuvre, il critique Avicenne sur un point décisif : les facultés de l’âme humaine ne sont pas simplement juxtaposées les unes aux autres. Toutes dérivent et se fondent dans l’imagination créatrice, pouvoir unifiant, simple, premier, créateur, universel.
  - Dans Le Bruissement de l’aile de Gabriel, l'Esprit Saint, assimilé à l’archange Gabriel, parvient à réunir dans la contemplation, l’âme avec l’Intellect. Ce texte est reconnu par certains chercheurs[Qui ?] comme l'un des plus beaux « récits mystiques » de la littérature arabe. Il offre aussi une explication de l'intériorisation de l’univers des Lumières, clé de toute l'œuvre.

Chacun de ces trois grands traités dogmatiques contient une physique, une logique et une métaphysique. Cette structure l'éloigne du courant conservateur ultra orthodoxe de l'islam, qui rejette vigoureusement comme hérésie toute spéculation humaine sur les mondes métaphysiques censés n'être connus que de Dieu seul.

## Sa poésie
Sohrawardi est également connu pour sa poésie. Certains de ces vers, assumant pleinement sa pensée, annonçaient sa fin tragique:

« À votre union exquise aspire l’âme éprise.
Elle en est l’ocre verre et l’odorante brise !
Les cœurs des soupirants, de vous révérer meurent ;
Ils ne trouvent repos qu’où votre effluve fleure.
Puisse envers ces amants le sort être clément,
Eux qui entretenaient l’ardeur ouvertement.
Car deux sortes d’amants contrastent, voyez-vous :
Les premiers nient l’amour et les autres l’avouent !
Qui bravement l’avoue, s’avine d’un crû pur,
Et, d’amour triomphant, ses feux point ne censure !
Mais qui défiant, le nie, s’avine d’un crû fade,
Et craint que du cristal la muscade s’évade !
Hélas, livrant l’amour, les amants se condamnent :
Âpre mort est promise à qui trahit l’arcane ! »

## Mort
Sa doctrine semble plonger ses racines dans des courants fort anciens, tels que le Platonicisme, la Gnose ou le Zoroastrisme, le soufisme et la Kabbale pour se mêler à des pratiques plus modernes tel l'ismaélisme. Rapidement, cette philosophie connut un certain succès et Sohrawardi réussit à réunir quelques disciples autour de lui.
Quels que soient ces liens, modernes ou anciens, force est d'admettre, que cette école assez éloignée de l'islam ultra orthodoxe ne pouvait qu'irriter les Ulémas ultra conservateurs défendant une vision littéraliste et peu ou pas interprétative des textes sacrés. Gardiens de la foi musulmane, ils en référeront à Saladin.
Sohrawardî qui a toujours refusé le qualificatif d'hérétique, fut pourtant exécuté comme tel, sur l'ordre exprès du Sultan Salâh al-Dîn dans la Citadelle d'Alep en Syrie, le 5 Rajab 587 h. (29 juillet 1191) à l’âge de trente-six ans, car ce petit groupe d'Illuminés était jugé dangereux.
De cette exécution, Sohrawardi gardera le nom de Shaykh maqtul, c’est-à-dire « le Shaykh (le Maître) assassiné ». Mais, pour ses disciples, elle l’élevait au rang de martyr, pour eux qui le nommaient déjà « le Platon perse », « le maître de la sagesse orientale » ou encore « l’Orient philosophique ».[réf. nécessaire]

## Influence
Molla Sadra Shirazi parle de Sohrawardi  comme du « chef de l'école des Orientaux ». Cette école, qualifiée aussi de « Platoniciens de Perse » se nomme Ishraqiyun.
Selon Henry Corbin, l'une des caractéristiques de cette école sera « d'interpréter les archétypes platoniciens en termes d'angélologie zoroastrienne ». Il dit encore ceci : « Le Récit de l’exil occidental et Le Livre de la sagesse orientale [sont] certainement ses chefs-d’œuvre. Ici, la doctrine devient « événement de l’âme », l’expérience s’énonce au singulier, concluant le travail métaphysique qu’exposent les traités ». Ce dernier ouvrage qui commence par un traité de logique, se poursuit par cinq livres de métaphysique, respectivement consacrés à la hiérarchie des degrés de l’être ontologique, au mode d’activité des lumières archangéliques, aux mouvements célestes, à la psychologie, enfin à la résurrection et aux prophéties. »[réf. souhaitée]
Le plus ancien disciple connu de Sohrawardi est Shamsoddin Shararuzi (XIIIe siècle). Il a composé, outre une histoire des philosophes, un commentaire de la Théosophie orientale et une encyclopédie intitulée Traité de l'arbre divin et des secrets théosophiques.
Après Shamsoddin, les principaux philosophes ishraqi se nomment Ibn Kammuna (mort en 1284), Qotboddin Shirazi (1236-1311)  et Jalaloddin Dawwani (1426-1502).
À la charnière du XVe/XVIe siècle, l'œuvre de Sohrawardi est largement commentée, de l'Iran jusqu'à l'Inde. Au XVIIe siècle, Mir Damad, le maître de l'école d'Ispahan prend comme nom de plume Ishraq. Son élève, le célèbre Molla Sadra Shirazi, commente la Théosophie. À la même époque, la réforme religieuse de l'empereur moghol Akbar est imprégnée des doctrines Ishraqi. Des zoroastriens de Chiraz émigrent même en Inde sous la direction d'Azar Kayvan. Depuis, on peut dire que cette œuvre a été absorbée par la pensée chiite grâce à Molla Sadra Shirazi dont les disciples, jusqu'à Hadi Sabzavari, sont à divers degrés des ishraqi.

#### Édition de textes et traductions
- Sohrawardi (Shihabaddin Yahya). Œuvres philosophiques et mystiques (Opera metaphysica et mystica II). Institut Français de Recherche en Iran et Institut d'Étude Iranienne de l'Université de Paris III, Paris et Téhéran.
  - Vol. I. 1 : La théosophie de l'Orient des lumières (arabe). - 2 : Le symbole de foi des philosophes (arabe). - 3 : Le récit de l'exil occidental (arabe et persan). Prolégomènes en français et édition critique par Henry Corbin, 1952, 103 p. en franç.; 350 p. pour les tex.
  - Vol. II. Édition avec une introduction par Seyyed Hossein Nasr. Prolégomènes, analyses et commentaires par H. Corbin. 1970, 158 p. et 494 p. pour le texte persan.
- L'Archange empourpré. Quinze traités et récits mystiques  (trad. du persan et de l'arabe H. Corbin), Paris, Fayard, coll. « Documents spirituels », 1976, xxiv-549 p. (ISBN 978-2-213-00306-1)
- Le livre de la sagesse orientale (Kitâb Hikmat al-Ishrâq). Commentaires de Qotobddîn Shîrâzî et Môlla Sadrâ Shîrâzî  (trad. et notes par Henry Corbin établies et introduites par Christian Jambet), Paris, Gallimard, coll. « Folio essais », 2003 (1re éd. 1986 (Verdier)), 694 p. (ISBN 978-2-070-42721-5)
- (en + fa + ar) Otto Spies et S.H. Khatak (Editors and translators), Three Treatises on Mysticism by Shihabuddin Sohravardi Maqtul, Stuttgart, 1935, 51 p. en angl. / 120 p. en persan et arabe (présentation en ligne, lire en ligne)Trois traités traduits, avec texte en persan et commentaire en persan du troisième, ainsi qu'une biographie de Sohrawardi de Shams al-Dîn al-Shahrazûrî traduite en arabe.
- (en + ar) Suhrawardī (A New Critical Edition of the Text of Hikmat al-Ishraq with English Translation, Notes, Commentary, and Introduction by John Walbridge and Hossein Ziai), The philosophy of illumination, Provo (UT), Brigham  Young University Press, 1999, XLIII + 218 p. (ISBN 978-0-842-52457-5, lire en ligne)

### Études
- Henry Corbin, En Islam iranien. Aspects spirituels et philosophiques, vol. II : Sohrawardi et les Platoniciens de Perse, Paris, Gallimard, coll. « Tel », 1971, 384 p. (ISBN 978-2070-72405-5)
- Henry Corbin, Histoire de la philosophie islamique, Paris, Gallimard, coll. « Folio Essais », 1986 (1re éd. 1964 (première partie); 1974 (seconde partie)), 546 p., p. 285 - 305
- (en) Henry Corbin, « ʿAQL-E SORḴ », sur iranicaonline.org, Encyclopædia Iranica, 1986 (consulté le 20 mars 2023)
- (en) Seyyed Hossein Nasr, « Shihab al-Din Suhrawardi Maqtul », dans M.M. Sharif (Ed.), A History of Muslim Philosophy, vol. I, Wiesbaden, Otto Harrassowitz, 1963, 379 p. (lire en ligne), p. 372-398
- (en) Roxanne Marcotte, « Suhrawardi », sur plato.stanford.edu, Stanford Encyclopedia of Philosophy, 2019 (2nd ed. with substantive revision) (consulté le 21 mars 2023)
- Monique Oblin-Goalou, «  »,  n° 14, 2009, « Le néoplatonisme au travers des lumières de Sohrawardi », Cahier de poétique, no 14,‎ 2009 (lire en ligne)
- (en) Mehdi Amin Razavi, Suhrawardi and the School of Illumination, London, Routledge, 1996, xxi + 182 p. (ISBN 978-0-700-70451-4, lire en ligne)
- (en) J. Walbridge, The Science of Mystic Lights: Qutb al-Din Shirazi and the Illuminationist Tradition in Islamic Philosophy, Cambridge (MA), Harvard Center for Middle Eastern Studies, 1992, 320 p. (ISBN 978-0-932-88506-7)
- (en) Mehdi Ha'iri Yazdi (préf. par Seyyed Hossein Nasr), The Principles of Epistemology in Islamic Philosophy. Knowledge by Presence, Albany (NY), State University of New York Press, 1992, 246 p. (ISBN 978-0-791-40948-0, lire en ligne)
- (en) Hossein Ziai, Knowledge and Illumination: A Study of Suhrawardī’s Ḥikmat al-Ishrāq, Atlanta, Scholars Press, 1990, 223 p. (ISBN 978-1-555-40142-9)